# Grewia tristis
Grewia tristis är en malvaväxtart som beskrevs av Karl Moritz Schumann. Grewia tristis ingår i släktet Grewia och familjen malvaväxter. Inga underarter finns listade i Catalogue of Life.